# کوریدل
کوریدل (انگلیسی: Coridel) شرکت سرگرمی کره‌ای است، که در سال ۲۰۱۵ تأسیس شد.